# Torn Apart
Torn Apart é uma canção do cantor de Reggae Snoop Lion, lançada em 1 de julho de 2013, como decima primeira faixa de seu decimo segundo álbum de estúdio Reincarnated. A canção conta com a participação da cantora Rita Ora, e foi produzida por Major Lazer, John Hill, Ariel Rechtshaid.

## Faixas
| formatos |                      |         |  |
| N.º      | Título               | Duração |  |
| 1.       | "Torn Apart"         | 3:30    |  |
| 2.       | "Torn Apart" (vídeo) | 4:40    |  |

## Vídeo da musica
O videoclipe da faixa foi lançado em 1 de julho de 2013, no canal do artista na plataforma VEVO.

## Desempenho nas paradas
| Paradas (2013)                    | Melhor posição |
| --------------------------------- | -------------- |
| Bélgica (Ultratop 50 de Flandres) | 44             |
| Brasil (Top 100 Singles)          | 50             |